# Pa pla

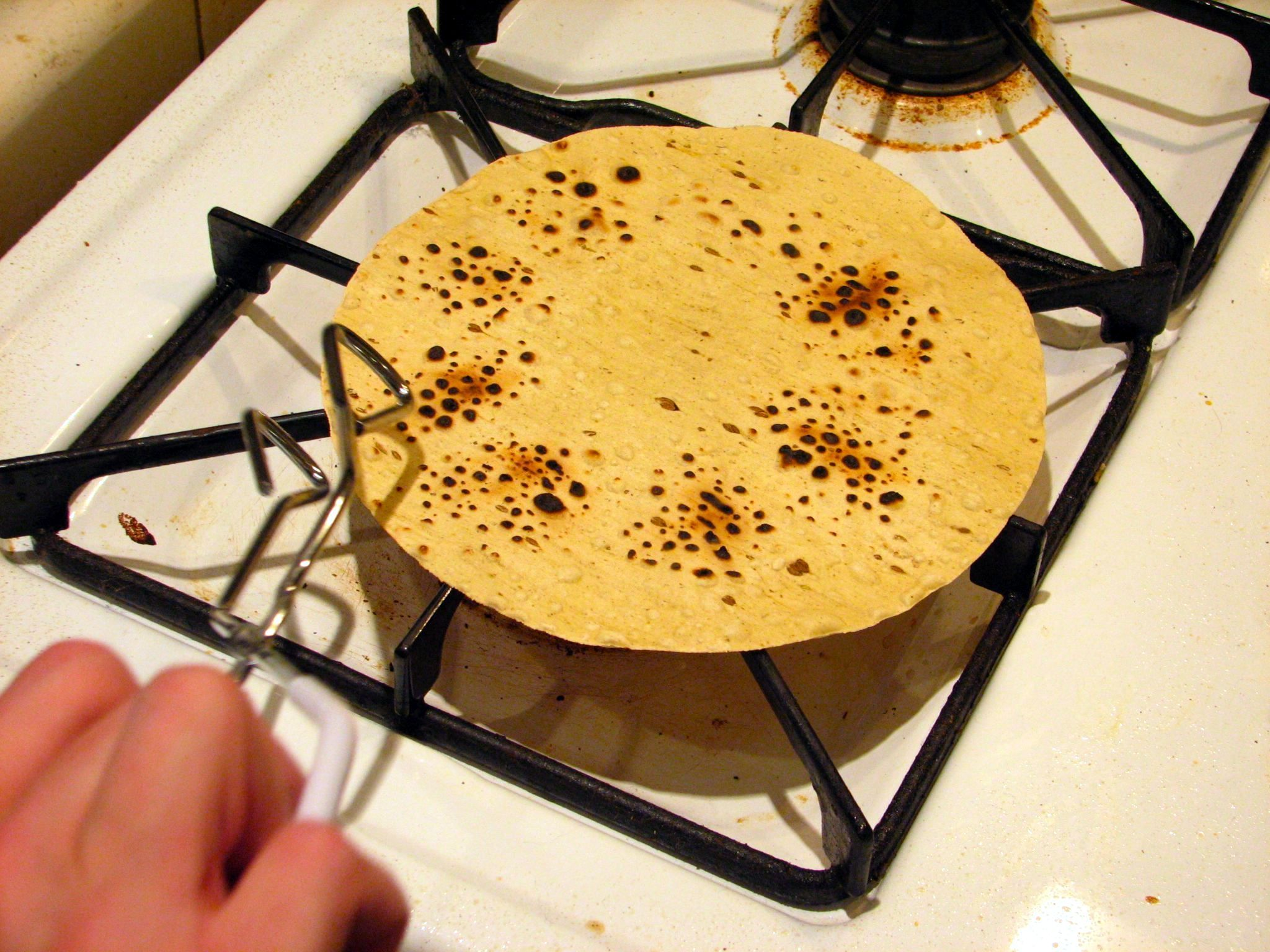
Rostit de pappadam.

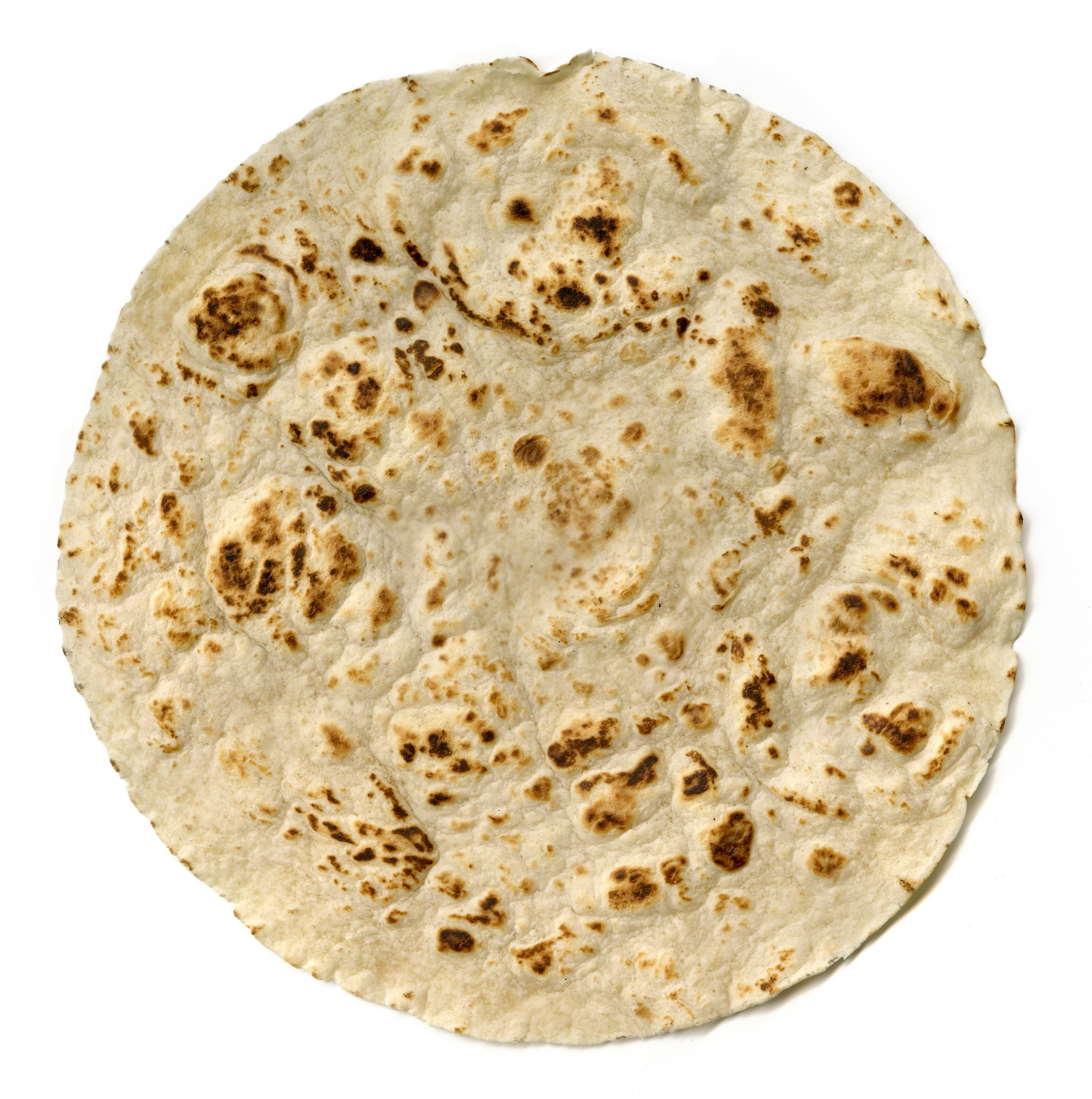
Yufka turc emprat en l'elaboració del dürüm.

Es denomina pa pla o fogassa un conjunt ampli de pans que s'elaboren estenent la massa d'una manera semblant a les truites. La massa es caracteritza per no estar elaborada amb massa mare i és comú que no s'hi afegeixi llevat. Els pans plans acostumen a tenir poc gruix, des d'uns mil·límetres fins a pocs centímetres.

## Història
El pa pla, que ja era conegut a l'antic Egipte i Sumèria, és possiblement la forma més antiga de cuinat del pa. En part, perquè és la forma d'elaboració més simple. En l'antiguitat s'aixafava contra les parets dels forns i adquiria aquesta forma. Alguns pans plans com el matzà estan molt lligats a cultures ancestrals com la jueva.

## Pa pla al món
- Aish mehahra (Egipte)
- Bazlama (Turquia)
- Bhakri (Índia)
- Bhatura (Índia)
- Bing (Xina)
- Chapati (Índia)
- Congyoubing (Xina)
- Fladenbrot, Flammkuchen (Alemanya)
- Flatbrauð (Islàndia)
- Fladbrød (Dinamarca)
- Flatbrød (Noruega)
- Platbrood (Països Baixos)
- Tunnbröd, tunna bröd (Suècia)
- Focaccia (Itàlia)
- Fougasse (Occitània)
- Injera (Etiòpia)
- Khanom buang (Tailàndia)
- Knäckebröd (Suècia)
- Laobing (Xina)
- Lavash (Mediterrània oriental)
- Laxoox (Somalilàndia)
- Lefse (Noruega)
- Luchi (Est de l'Índia i Bangladesh)
- Malooga (Iemen)
- Matzà (Judaisme)
- Naan (Central i Sud-est asiàtic)
- Ngome (Mali)
- Pa barbari (Persa)
- Pa taftoon (Persa)
- Papadum (Índia, Sri Lanka)
- Paratha (Índia, Sri Lanka)
- Pide (Turquia)
- Pita (Mediterrània oriental i Orient Mig)
- Pizza (Itàlia)
- Puri (Índia)
- Roti (Àsia central i el subcontinent indi)
- Sanchuisanda (en alguns pobles xinesos).
- Sangak (Iran)
- Tandır ekmeği (Azerbaidjan, Turquia)
- Tortilla (Mèxic)
- Yufka (Turquia)